# Tragopan
Tragopan é um gênero de aves da família dos Phasianidae nativos da Ásia. São conhecidos pelos chifres carnudos e coloridos presente na cabeça dos machos  que podem ser erguidos durante o cortejo. O hábito dos tragopãs de nidificar em árvores é único entre os fasianídeos.

## Taxonomia
O gênero Tragopan foi introduzido pelo naturalista francês Georges Cuvier em 1829 com o Tragopan satyra como espécie-tipo. O nome grego tragopan era usado para referir-se à um pássaro mítico de cabeça roxa com chifres, mencionado pelos autores romanos Plínio e Pompônio Mela.
O gênero contém cinco espécies reconhecidas:
| Imagem | Nome                    | Nome comum                | Distribuição                                                                               |
| ------ | ----------------------- | ------------------------- | ------------------------------------------------------------------------------------------ |
|        | Tragopan melanocephalus | Tragopã-de-dorso-cinzento | Kohistan, vale Kaghan, Kishtwar, Chamba, Kullu e uma área a leste do rio Satluj, Paquistão |
|        | Tragopan satyra         | Tragopã-sátiro            | Índia, Tibete, Nepal e Butão.                                                              |
|        | Tragopan temminckii     | Tragopã-de-cara-azul      | norte de Mianmar a noroeste de Tonkin.                                                     |
|        | Tragopan blythii        | Tragopã-de-barriga-cinza  | Butão através do nordeste da Índia, norte de Mianmar ao sudeste do Tibete e também China.  |
|        | Tragopan caboti         | Tragopã-de-peito-branco   | províncias de Fujian, Jiangxi, Zhejiang e Guangdong, China                                 |